# Szibériai husky

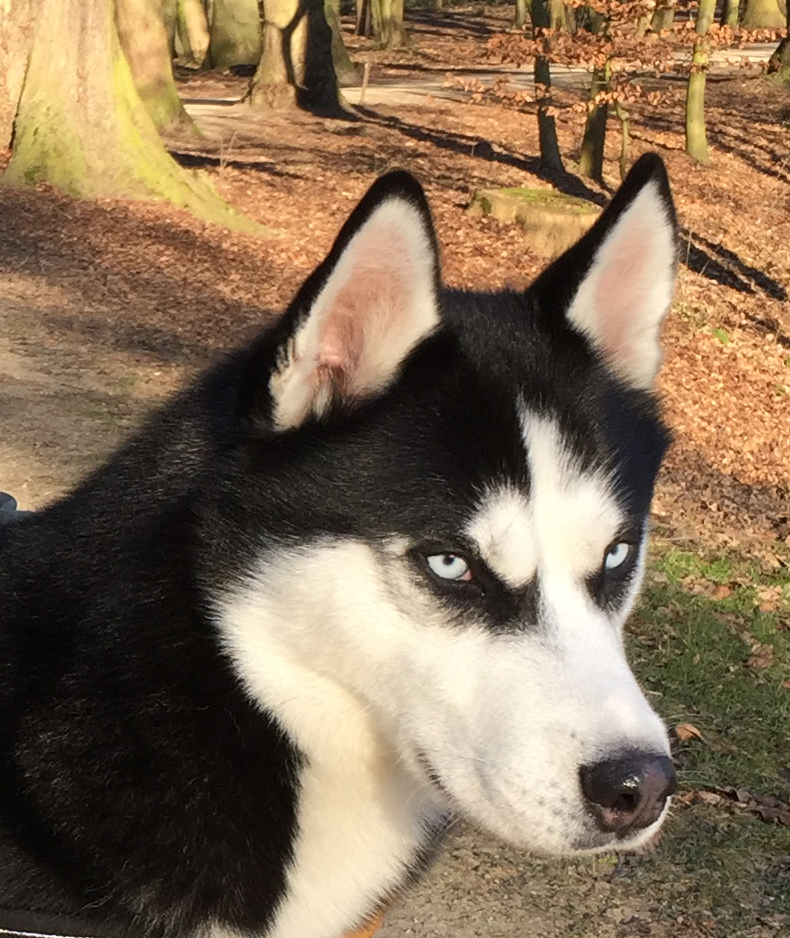
Fekete - fehér bundájú kutya

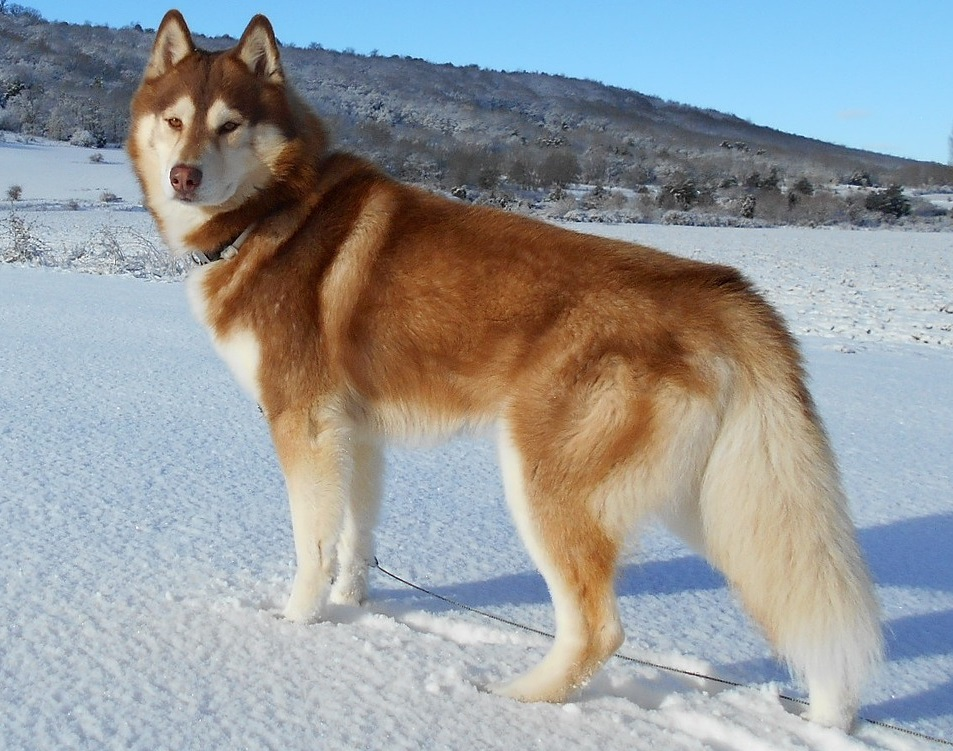
Barna - fehér bundájú kutya

A szibériai husky a munkakutyák (szánhúzás, teherhordás, vadászat) közé tartozik, közepes méretű, Kelet-Szibériából származik. Onnan elterjedt Alaszkában és Kanadában is. Szőrzete vastag, szagtalan, évente kétszer igen erősen vedlik, színe ordas vagy szürkés, nemritkán ezüstös színű. Mérsékelten tömör felépítésű és dús szőrzetű teste, álló füle és bozontos farka is északi származásra utal. Jellegzetes testtartása meglehetősen könnyed. Eredeti funkciója szerint hámban kiválóan dolgozik, könnyű terhet közepes sebességgel, hatalmas távolságokra elhúz. Testalkata és formája híven tükrözi eredendő erejét, sebességét, állóképességét. Kissé ferde szemeinek élénk és barátságos kifejezése a jó társ alkalmazkodó tulajdonságaira utal. Tenyésztői igen nagyra tartják.

## Története
A szibériai huskyk történelme a legtöbb kutyafajtáéhoz hasonlóan több ezer évre nyúlik vissza, azonban a többi fajtától eltérően szinte semmilyen írott vagy más tárgyi emlék nem maradt fent róluk, egészen az 1800-as évekig.
A fajta eredetileg Kelet-Szibériában, közelebbről a Csukcs-félszigeten és Kamcsatkán volt őshonos, és az itt lakó törzsek háziasították, majd tenyésztették őket. Ez az időszak kb. i. e. 9000-6000 közé tehető. Írásos emlék azért is nem maradt ránk egészen a XIX. sz. elejéig, mert ezek az eszkimó népcsoporthoz tartozó törzsek szinte ősközösségi szinten éltek, így nem ismerték az írást sem.
Egy másik probléma a fajta történetének kutatásában, hogy az információk egy része szőrmekereskedők és vadászok beszámolóin alapul, s ezeknek a hitelessége igencsak megkérdőjelezhető. Tudni kell azt is, hogy a csukcs népcsoportnak csak azon része foglalkozott a fajta tenyésztésével, amely a tengerhez közel eső, part menti sávban élt.

## Mérete
- Kan (hím):

Marmagasság: 53,3–59,7 cm
Tömeg: 20,4–27,2 kg
- Szuka (nőstény):

Marmagasság: 50,8–55,9 cm
Tömeg: 15,9–22,7 kg
A kanok megjelenése erőteljes, de sohasem durva, a szukák vékonyabbak, a testfelépítmény törékenysége nélkül. Megfelelő kondícióban, jól fejlett és feszes izomzatnál a szibériai huskyn nincs (nem lehet!) túlsúly.

## Jellemvonások és tulajdonságok
A fajtaleírás a szibériai huskyt barátságos, jámbor, figyelmes, közvetlen és idegenekkel, más kutyákkal szemben sem bizalmatlan vagy agresszív kutyaként jellemzi. A felnőtt kutyától bizonyos fokú méltóság és visszahúzódás várható. A szibériai husky nem rendelkezik olyan tulajdonságokkal, amelyek alkalmassá tennék őt betörők távol tartására vagy elűzésére. Azokat a vendégeket – legyenek azok várt vagy nem várt személyek – akiket kedvel, barátságosan üdvözli, a többieket azonban nem veszi figyelembe. Házőrző kutyának nem alkalmas. Önálló jelleme miatt inkább jó pajtás, feltéve, ha kölyökként megtanul engedelmes alattvalóként beilleszkedni a családba – a falkába. Vasfegyelem nem várható el a szibériai huskytól, mivel hiányzik belőle a sok kutyafajtára jellemző behódolási hajlam. A családon belül saját magának keresi meg azt a személyt, akinek engedelmeskedik – gyakran meglepetést okozva azoknak, akik el szeretnék nyerni a szeretetét. Azonban ez a kutya nem csak egyetlen emberhez ragaszkodik, mint például a Chow-Chow. A családot falkájának tekinti, azonban hogy ebben milyen helyet foglaljon el, azt az "embereinek" kell meghatároznia.
Fontos: a szibériai huskynak szüksége van társaságra és sok mozgásra!
Ha kielégítik igényeit, és mind testileg, mind szellemileg ösztönzik, akkor a szibériai husky igen strapabíró kutya. Állandóan kíváncsi és vállalkozó kedvű, és szereti, ha elkíséri a gazdáját természetjárásra, legyen az akár hosszú gyalogtúra vagy megfelelő terepen történő kerékpár- illetve sítúra. Ha azonban nem szentelünk elég figyelmet a szibériai huskyra és nem biztosítunk számára elegendő mozgást, akkor hamar unatkozni kezd, és kellemetlenül viselkedhet. Ilyenkor fordul elő az, hogy megpróbál kitörni a kertből, vagy a szomszédot dühítve "üvöltve panaszolja el bánatát", kiássa a veteményt, vagy rendetlenséget okozva a feje tetejére fordítja a lakást. Pontosan mozgásigényével összhangban meg kell említenünk a szibériai husky még egy tulajdonságát: az e fajtához tartozó sok kutyában megvan a vadászösztön. Ezt a szánhúzó kutyák sportoltatásában a kutyák falkában (illetve a fogatban történő) futásban lelt örömük részeként használják ki. (A szán vagy kerekeken gördülő közlekedési eszközök kutyákkal történő vontatása a mushing.)
Fontos: alapvetően az összes szabadban történő tevékenység közben a huskyt pórázon kell tartani. Ez azért szükséges, mert rendkívül csekély e fajta azon képviselőinek száma, amelyeket bármilyen terepen szabadon futkározni lehet hagyni.
Mindenkinek, aki ilyen kutyát vásárol, el kell szánnia magát arra, hogy naponta néhány órát, bármilyen időben a kutyájával együtt a szabadban töltsön – tempós gyaloglással, futással, kerékpározással vagy hóban, akár hosszútávsíeléssel egybekötve.

## Nevelése
A husky igen makacs kutyafajta. Nevelésében következetesnek kell lennünk, különben harapós is lehet. Fontos, hogy csak akkor fegyelmezzük szóval, ha muszáj. Inkább nonverbális kifejezéseket használjunk. Jutalmazásnál is örül a kedves szavaknak!
Mivel munkakutya, sok mozgásra van szüksége. Fontos, hogy próbáljunk meg minden nap futni vele 8-9 kilométert. Ha ezt nem tudjuk megtenni, akkor szellemileg fárasszuk le egyéb elfoglaltságokkal.

## Kapcsolódó filmek
- Togo (2019)
- Balto
- Kutyabajnok
- Kutyahideg
- Mancs őrjárat

## Külső hivatkozások
- Szibériai husky fajtaleírás: profi szánhúzóból népszerű családi kutya
- Összefogás A Szánhúzókért Alapítvány
- husky.lap.hu
- husky.hu
- Husky Fajtamentés
- Szánhúzó Klub
- Szibériai husky fajtaismertető a Kutya-Tár-ban